# Radosław Gajda
Radosław Paweł Gajda – polski architekt i urbanista, wykładowca akademicki, popularyzator wiedzy o architekturze. Współautor wideobloga o architekturze i sztuce Architecture is a good idea.

## Życiorys
Absolwent Wydziału Architektury Politechniki Warszawskiej. Studiował również historię sztuki na Uniwersytecie Warszawskim. W 2009 został wykładowcą, zaczął również prowadzić zajęcia z historii architektury i sztuki oraz projektowania na warszawskich uczelniach: Politechnice Warszawskiej, Europejskiej Akademii Sztuk oraz Akademii Finansów i Biznesu Vistula, a także wykłady dla Uniwersytetu Trzeciego Wieku PW oraz warsztaty z architektury i wzornictwa dla dzieci i młodzieży ze szkół podstawowych, gimnazjów i liceów. 
Członek jury architektonicznych konkursów przeglądowych m.in. Nagrody Architektonicznej Prezydenta m.st. Warszawy, Bryły Roku i Office Superstar. Poza architekturą zajął się również projektowaniem wnętrz.
Autor opracowań naukowych i popularyzatorskich z dziedziny architektury. W roku 2013 utworzył wraz z Natalią Szcześniak wideoblog na YouTube zatytułowany Architecture is a good idea, opowiadający o rozwoju miast i regionów, historii sztuki, nowoczesnych wieżowcach i trendach w projektowaniu mieszkań i biur. W sierpniu 2018 jako twórca tego kanału przystąpił do sieci partnerskiej LifeTube.
29 października 2018 wraz z Natalią Szcześniak wydał książkę Archistorie. Jak odkrywać przestrzeń miast? nakładem wydawnictwa Znak.
W październiku 2019 został wybrany na wiceprezesa Oddziału Warszawskiego Stowarzyszenia Architektów Polskich. W Zarządzie OW SARP w kadencji 2019–2023 zajmuje się kwestiami związanymi z komunikacją i upowszechnianiem wiedzy architektonicznej.
W kwietniu 2020 został powołany w skład Głównej Komisji Urbanistyczno-Architektonicznej, działającej przy ministrze właściwym do spraw budownictwa i zagospodarowania przestrzennego.
W 2023 został odznaczony Złotym Krzyżem Zasługi. 
W marcu 2024 w plebiscycie "Warszawiaki" zdobył tytuł Warszawiaka Roku. W czerwcu tego samego roku ukazała się jego powieść kryminalna "Koszykowa 55", osadzona na Wydziale Architektury Politechniki Warszawskiej.

## Publikacje
- Muzeum Sztuki Nowoczesnej. Czy udało się wznieść budynek wybitny? W moim odczuciu - nie, "Skarpa Warszawska" nr 1 (189), styczeń 2025, s. 8-14
- Cykl felietonów o tematyce architektonicznej i urbanistycznej w portalu "Raport Warszawski"[17]
- Radosław Gajda: Koszykowa 55, Dobre Pomysły, 2024, ISBN 978-83-963014-2-0
- Radosław Gajda: Cztery wymiary architektury, Dobre Pomysły[a], 2021, ISBN 978-83-963014-0-6
- Radosław Gajda, Natalia Szcześniak: Archistorie. Jak odkrywać przestrzeń miast?. Znak, 2018. ISBN 978-83-240-5441-1. Brak numerów stron w książce
- Forma a funkcja czyli obiekty sportowe w Polsce w ocenie krytyka architektury, „Builder“ nr 3, 2016, s. 110–113
- Najdawniejsze domy własne architektów w Warszawie, „Kwartalnik Architektury i Urbanistyki“ 2014 nr 1, s. 29–39.
- Eksperymentalna kolonia atrialnych domów architektów w Warszawie, „Kwartalnik Architektury i Urbanistyki“ 2011, nr 2, s. 75–82.

## Wyróżnienia
- Warszawiak Roku 2023[14]
- Złoty Krzyż Zasługi za zasługi w promowaniu i popularyzowaniu architektury, 2023[13]
- Zwycięzca plebiscytu Osobowość 25-lecia miesięcznika Architektura-Murator w kategorii promocja i popularyzacja architektury, 2019[18]
- Nagrody portalu O.pl, nominacja w kategorii architektura (wraz z Natalią Szcześniak), 2017[19]
- Grand Video Awards, nominacja w kategorii najlepsze wideo popularnonaukowe, 2015[20]
- Półfinalista konkursu dla naukowców i popularyzatorów nauki FameLab, 2012[21]